# Келишад-и-Судерджан
Келиша́д-и-Судерджа́н (перс. کلیشاد و سودرجان‎) — город в центральном Иране, в провинции Исфахан. Входит в состав шахрестана Фелаверджан.

## География
Город находится в юго-западной части Исфахана, в гористой местности восточного Загроса, на правом берегу реки Заянде. Абсолютная высота — 1693 метра над уровнем моря.
Келишад-и-Судерджан расположен на расстоянии приблизительно 10 километров к юго-западу от Исфахана, административного центра провинции и на расстоянии 340 километров к югу от Тегерана, столицы страны. Ближайший гражданский аэропорт расположен в городе Исфахан.

## Население
По данным переписи, на 2006 год население составляло 23 203 человека.
| 1986   | 1991   | 1996   | 2006   | 2012   |
| ------ | ------ | ------ | ------ | ------ |
| 12 734 | 14 232 | 20 006 | 23 203 | 26 037 |